# NGC 7409
NGC 7409 este o galaxie situată în constelația Pegas. A fost descoperită în 20 septembrie 1863 de către Albert Marth.